# Lamine Cissé
Lamine Moise Cissé (* 12. Dezember 1971 in Dakar) ist ein ehemaliger senegalesischer Fußballspieler. Zuletzt war er Co-Trainer der VV St. Truiden unter Bernd Hollerbach.

## Spielerkarriere
Der Rechtsverteidiger spielte in der Jugend für den ASC Diaraf, ehe er zu US Rail Thiès in die erste senegalesische Liga wechselte. Über den tunesischen Klub ES Zarzis kam Cissé 1998 nach Deutschland zum SV Waldhof Mannheim. Für die Mannheimer spielte der Senegalese bis 2002 61 Zweitligaspiele, davon nur fünf in seiner letzten Saison. Aufgrund dieses Umstandes wechselte er zum Ligakonkurrenten LR Ahlen, heute Rot Weiss Ahlen. Hier spielte er in seiner ersten Saison regelmäßig, 2003/2004 kam er jedoch nur noch viermal zum Einsatz. Darum kehrte er Ahlen nach nur zwei Spielzeiten den Rücken, fand jedoch zunächst keinen neuen Verein.
Vor der Saison 2005/06 wurde Cissé vom Regionalligisten SV Elversberg unter Vertrag genommen. Während er in seinem ersten Jahr im Saarland noch Stammspieler war, teilte ihm der Verein am Ende der Saison 2006/07 mit, dass der Senegalese keine Rolle mehr spiele; Cissé verließ die Saarländer und beendete seine Karriere.

## Trainerkarriere
Seit Januar 2009 war Cissé Co-Trainer der Würzburger Kickers. Mit dem Verein aus Unterfranken stieg er 2012 in die Regionalliga Bayern auf. Als Assistent von Bernd Hollerbach schaffte er 2015 den Aufstieg in die 3. Liga und 2016 den Durchmarsch in die 2. Bundesliga. Nach einer Saison erfolgte jedoch der sofortige Wiederabstieg. In der Saison 2019/20 erneut Co-Trainer unter Bernd Hollerbach beim belgischen Erstligisten Royal Excel Mouscron, von 2021 bis 2023 in selber Funktion bei der VV St. Truiden.

## Erfolge als Trainer
- 2012 Aufstieg in die Regionalliga Bayern
- 2015 Aufstieg in die 3. Liga
- 2016 Aufstieg in die 2. Bundesliga